# Аноета (стадион)
„Аноета“ (на испански: Estadio de Anoeta), също известен и със спонсорското си име „Реале Арена“ (на испански: Reale Arena), е футболен стадион в Сан Себастиан, Баска автономна област, Испания. На стадиона играе домакинските си мачове отборът на „Реал Сосиедад“. Това е третият стадион на клуба след „Ондарета“ (1909 – 1913) и „Аточа“ (1919 – 1993).
Част е от едноименния спортен комплекс, който включва и други спортни съоръжения. Построен е през 1993 година с капацитет от 32 000 души, но е намален до 26 800 заради ремонтни дейности. След реновацията, която приключва през 2019 година, има капацитет от 39 313 души с възможност за разширение до 42 300 при необходимост, което го прави 11-ият най-голям стадион в Испания и вторият в Баската автономна област.
Стадионът се използва също така за провеждане на концерти и мачове по ръгби. На него се играе финалът на шампионската лига за жени през сезон 2019/20.
До стадиона се стига лесно с метрото на Сан Себастиан, лека железница, както и няколко автобусни линии.